# Теорія мотивації Фредерика Герцберга
Тео́рія мотива́ції Фредери́ка Ге́рцберга

## Засновки до створення
У 1960 р. Фредерік Герцберг і його співробітники провели своє власне дослідження людських потреб. Вони попросили робітників описати конкретні аспекти їхньої діяльності, що задовольняють або не задовольняють їх, а потім проаналізували результати опитування.

## Чинники впливу у теорії мотивації Фредерика Герцберга
Вони з'ясували, що існують два абсолютно різних набори чинників, пов'язаних із почуттям задоволення та незадоволеності роботою. Аспекти, що Герцберг назвав гігієнічними факторами, мали відношення до відчуття незадоволеності. Політика фірми, умови праці і техніка безпеки є потенційними джерелами незадоволеності роботою, тільки коли вони незадовільні. При цьому керівництво не може здійснювати мотивацію працівників, поліпшуючи одні лише гігієнічні фактори, що вже сприймаються як адекватні. З іншого боку, для підвищення продуктивності праці з успіхом можуть бути використані чинники, названі мотиваторами, такі як визнання, відповідальність, службовий ріст і інші заходи персонального заохочення.

## Взаємозв'язок з іншими теоріями мотивації
Теорія Герцберга — це природне продовження теорії Маслоу: мотиватори сконцентровані на верхніх рівнях ієрархії потреб Маслоу, тоді як гігієнічні фактори являють собою потреби нижніх рівнів.
Ця теорія була створена на основі даних, отриманих в результаті інтерв'ю, які бралися на різних робочих місцях, в різних професійних групах і в різних країнах. У кого брали інтерв'ю просили описати ситуації, в яких вони відчували повне задоволення або, навпаки, незадоволення від роботи. Відповіді були класифіковані по групах. Вивчаючи зібраний матеріал, Герцберг прийшов до висновку, що задоволеність і незадоволення роботою викликаються різними чинниками. Так були виділені «мотиватори» (чинники, що роблять позитивний вплив на мотивацію) і «чинники контексту», або «гігієнічні чинники» (чинники, що роблять негативний вплив на мотивацію, визначають незадоволення від роботи).
До мотиваторів Герцберг відніс:
1. досягнення,
2. визнання успіху,
3. інтерес до роботи як такий,
4. відповідальність,
5. по службі,
6. можливість професійного зростання.

До чинників(факторів) контексту Герцберг відніс: 
1. спосіб управління,
2. політику адміністрації,
3. умови праці,
4. міжособові стосунки на робочому місці,
5. заробітну плату,
6. невпевненість в стабільності,
7. вплив роботи на особисте життя.

Герцберг прийшов до украй цікавих висновків. Зокрема, він уклав, що мотиватори, що викликають задоволеність роботою, пов'язані в першу чергу з вмістом роботи і внутрішньою потребою особи в самовираженні. В той же час чинники, що викликають незадоволення роботою, пов'язані перш за все з недоліками роботи і зовнішніми умовами.
Ще одне цікаве виведення Герцберга полягало в тому, що фактори-мотиватори і чинники контексту абсолютно несиметричні і не надають однакової дії. Так, чинники контексту, набуваючи негативного значення, викликають незадоволення роботою. Якщо ж ці чинники в цілому не виходять за межі очікуваного або бажаного, підвищення мотивації вони не викликають. Іншими словами, низька заробітна плата здатна підірвати мотивацію працівника, але її підвищення навряд чи підвищить його бажання працювати.
З іншого боку, фактори-мотиватори роблять позитивний вплив на мотивацію при позитивному значенні, тоді як їх зниження також не позначається на мотивації. Звертаючись до конкретного прикладу, можна стверджувати, що, з точки зору теорії Герцберга, підвищення по службі здатне підвищити мотивацію, проте її відсутність не надасть особливо негативної дії.

## Двофакторна теорія Герцберга
Фредерік Герцберг та група його послідовників у другій половині 40-х років 20 століття розробили ще одну модель мотивації, заснованої на потребах. Вона побудована на результатах соціологічного опитування широкого загалу інженерно-технічного персоналу. Пропонувалося дати відповідь на питання: "Коли (в яких ситуаціях) після виконання службових обов'язків ви відчували себе особливо добре та навпаки?" за результатами цих відповідей Герцберг побудував двофакторну теорію, у якій виділив дві категорії: гігієнічні чинники та мотивації:
Гігієнічними чинниками є: 
1. політика організації та її втілення адміністрацією;
2. умови праці;
3. заробітна плата;
4. мікроклімат у колективі (міжособові стосунки з керівництвом, співробітниками та підлеглими);
5. рівень безпосереднього контролю за роботою.

Мотиваціями є:
1. успіх;
2. кар'єра (просування по службі);
3. визнання та схвалення результатів роботи;
4. ступінь делегування повноважень і відповідальності (якомога вища);
5. можливості творчого та професійного зростання.

Гігієнічні чинники пов'язані з оточуючим середовищем, у якому виконується робота, мотивації - з характером та змістом роботи.
Недолік теорії полягає в тому, що виконавці інстинктивно, на рівні підсвідомого пов'язують сприятливі ситуації з роллю своєї особистості та об'єкта, який вони контролюють, а несприятливі - з факторами, що об'єктивно не залежать від опитуваних. Тобто усі негаразди прагнуть списати на "об'єктивні причини", а позитивні результати вважають власною заслугою.
Якщо у змістовних теоріях мотивації базуються на потребах та пов'язаних з ними чинниках, то у процесуальних теоріях аналізується те, як людина розподіляє зусилля для досягнення різних цілей і як вона обирає конкретний вид поведінки.
Існує три основні процесуальні теорії мотивації: теорія очікування Віктора Врума, теорія справедливості Стейсі Адамса та об'єднана модель мотивації Портера-Лоулера.
Очікування розглядається, як оцінка даною особистістю імовірності здійснення певної події. Теорія очікування базується на трьох взаємозалежностях:
- витрати праці - результати;
- результати - винагороди;
- валентність , це сила переваги, яку надає людина тому чи іншому результатові, ступінь задоволення винагородою.
Очікування відносно витрат праці - результатів, це співвідношення між витраченими зусиллями і отриманими результатами.
Сподівання відносно результатів - винагород - це очікування певних винагород чи заохочень у відповідь на досягнутий рівень результатів.
Валентність - це третій чинник, що визначає мотивацію в теорії очікувань і показує, яку цінність для працівника має винагорода чи заохочення. Отже, якщо валентність низька, то цінність отриманої винагороди для виконавця не значна і мотивація до праці слабка, як і інших двох чинників теорії очікувань